# Spomenik umorjenim Judom v Evropi
Spomenik umorjenim Judom Evrope (nemško Denkmal für die ermordeten Juden Europas), znan tudi kot spomenik holokavstu (nemško Holocaust-Mahnmal), je spomenik v Berlinu judovskim žrtvam holokavsta, ki sta ga zasnovala arhitekta Peter Eisenman in Buro Happold. Obsega površino 19.000 kvadratnih metrov in ga sestavlja 2711 betonskih plošč ali stel, razporejenih v mrežastem vzorcu na nagnjenem polju. Prvotno je bilo predvideno, da bodo postavili skoraj 4000 plošč, po preračunu pa je bilo število plošč, ki bi legalno lahko sodile na označena območja, 2711. Stele so dolge 2,38 m, široke 0,95 m in se razlikujejo po višini od 0,2 do 4,7 metra. Organizirane so v vrstah, od katerih jih 54 poteka v smeri sever–jug, 87 pa v smeri vzhod–zahod pod pravim kotom, vendar so postavljene rahlo poševno.  Priloženo podzemno Mesto informacij (nemško Ort der Information) hrani imena približno 3 milijonov judovskih žrtev holokavsta, pridobljena iz izraelskega muzeja Yad Vashem.
Graditi so ga začeli 1. aprila 2003 in končali 15. decembra 2004. Slovesno so ga odprli 10. maja 2005, šestdeset let po koncu druge svetovne vojne v Evropi, za javnost pa odprli dva dni kasneje. Je en blok južno od Brandenburških vrat, v soseski Mitte. Stroški gradnje so znašali približno 25 milijonov evrov.

## Lokacija
Spomenik je na Cora-Berliner-Straße 1, 10117 v Berlinu, mestu z eno največjih judovskih populacij v Evropi pred drugo svetovno vojno. Vzhodno meji na Tiergarten in je v središču Berlina v zgodovinskem okrožju Friedrichstadt, blizu stavbe Reichstaga in Brandenburških vrat. Spomenik je na mestu nekdanjega Berlinskega zidu, kjer je mesto nekoč delil »pas smrti«. V času Tretjega rajha je bil del tega območja lokacija mestne vile Josepha Goebbelsa, z bližnjim kanclerjem Reicha in Führerbunkerjem na jugu. Spomenik je tudi v bližini številnih berlinskih tujih veleposlaništev.

## Zgodovina

### Začetki
Razprave o tem, ali imeti tak spomenik in v kakšni obliki naj bo, segajo v pozna 1980-ta, ko je majhna skupina zasebnih nemških državljanov, ki sta jo vodila televizijska novinarka Lea Rosh in zgodovinar Eberhard Jäckel, prvič začela pritiskati, naj Nemčija uredi spomenik šest milijonov Judov, umorjenih v holokavstu. Rosh se je kmalu pojavila kot gonilna sila spomenika. Leta 1989 je ustanovila skupino za podporo gradnje in zbiranje donacij. Z vse večjo podporo je Bundestag (nemški zvezni parlament) sprejel resolucijo v prid projektu. Bundestag se je 25. junija 1999 odločil zgraditi spomenik, ki ga je zasnoval Peter Eisenman. Za njegovo vodenje je bila posledično ustanovljena zvezna fundacija (Fundacija za spomenik umorjenim Judom v Evropi).

### Prvi natečaj
Aprila 1994 je bil v večjih nemških časopisih objavljen natečaj za načrtovanje spomenika. Dvanajst umetnikov je bilo izrecno povabljenih, da oddajo predlog, za to pa so prejeli 50.000 DM (25.000 €). Zmagovalni predlog naj bi izbrala žirija, sestavljena iz predstavnikov s področja umetnosti, arhitekture, urbanističnega oblikovanja, zgodovine, politike in uprave, vključno s Frankom Schirrmacherjem, sourednikom Frankfurter Allgemeine Zeitung. Rok za oddajo predlogov je bil 28. oktober. 11. maja je v Berlinu potekal informativni kolokvij, kjer so lahko ljudje, ki so zainteresirani za oddajo načrta, prejeli nekaj več informacij o naravi spomenika, ki naj bi bil zasnovan. Na dogodku sta govorila Ignatz Bubis, predsednik Centralnega sveta Judov v Nemčiji in Wolfgang Nagel, gradbeni senator iz Berlina.
Pred iztekom roka so bili dokumenti, potrebni za oddajo predloga, zahtevani več kot 2600 krat in predloženih je bilo 528 predlogov. Žirija se je sestala 15. januarja 1995, da bi izbrala najboljši predlog. Najprej je bil za predsednika žirije izvoljen Walter Jens, predsednik Akademije umetnosti. V naslednjih dneh so bile vse razen 13 prijav izločene iz tekmovanja v več krogih pregleda vseh del. Kot je bilo že dogovorjeno, se je žirija znova sestala 15. marca. Enajst prijav je bilo vrnjenih na natečaj, kot je zahtevalo več žirantov, potem ko so imeli priložnost pregledati izločena dela v mesecih med sestankoma.
Dve deli je nato žirija priporočila fundaciji, da preveri ali ju je mogoče dokončati v danem cenovnem razredu. Enega od njih je zasnovala skupina okrog arhitekta Simona Ungersa iz Hamburga; sestavljen je iz 85 × 85 kvadratnih metrov jeklenih nosilcev na vrhu betonskih blokov, nameščenih na vogalih. Imena več uničevalnih taborišč bi bila preluknjana v nosilce, tako da bi jih sončna svetloba projicirala na predmete ali ljudi na tem območju. Drugi zmagovalec je bil dizajn Christine Jackob-Marks. Njen koncept je sestavljala 100 × 100 metrov velika betonska plošča, debela sedem metrov. Bila bi nagnjena, dvigala bi se do enajst metrov in bi bila prehodna po posebnih poteh. Imena judovskih žrtev holokavsta bi bila vgravirana v beton, prostori pa bi ostali prazni za tiste žrtve, katerih imena ostajajo neznana. Veliki kosi ruševin iz Masade, trdnjave na vrhu gore v Izraelu, katere judovski prebivalci so se pobili, da bi se izognili ujetju ali umoru s strani rimskih vojakov, ki so hiteli vanjo, bi bili razporejeni po betonski plošči. Druge zamisli so vključevale spomenik ne samo Judom, ampak vsem žrtvam nacizma.
Zvezni kancler Helmut Kohl, ki se je zelo osebno zanimal za projekt, je izrazil nezadovoljstvo s priporočili žirije za izvedbo dela ekipe Jackob-Marks. Leta 1996 je bil objavljen nov, bolj omejen natečaj s 25 arhitekti in kiparji, povabljenimi k oddaji predlogov.

## Eisenmanova zasnova
Datum inavguracije je bil prestavljen in leta 1997 je bila izvedena prva od treh javnih razprav o spomeniku. Drugi natečaj novembra 1997 je dal štiri finaliste, vključno s sodelovanjem med arhitektom Petrom Eisenmanom in umetnikom Richardom Serro, čigar načrt je kasneje postal zmagovalen. Njuna zasnova je prvotno predvidevala ogromen labirint 4000 kamnitih stebrov različnih višin, raztresenih na 17.000 kvadratnih metrih. Serra pa je kmalu zatem zapustil oblikovalsko ekipo, navajajoč osebne in poklicne razloge, ki »niso imeli nobene zveze z vrednostmi projekta.« Kohl je še vedno vztrajal pri številnih spremembah, vendar je Eisenman kmalu nakazal, da jim lahko ugodi. Med drugimi spremembami je bil prvotni projekt Eisenman-Serra kmalu zmanjšan na spomenik s približno 2000 stebri.
Do leta 1999, ko so bila druga prazna zemljišča v bližini napolnjena z novimi stavbami, je dva hektarja prazno zemljišče začelo spominjati na luknjo v središču mesta.
V preboju, ki ga je posredoval W. Michael Blumenthal in s pogajanji med Eisenmanom in Michaelom Naumannom januarja 1999, je bilo bistvo ogromnega polja kamnitih stebrov – čemur je prej nasprotovala prihajajoča nemška vlada pod vodstvom Gerharda Schröderja – ohranjeno. Število stebrov so zmanjšali s približno 2800 na nekje med 1800 in 2100, dodali pa naj bi stavbo, imenovano Hiša spomina – sestavljena iz atrija in treh blokov peščenjaka. To stavbo – arhiv, informacijsko središče in razstavni prostor – naj bi obdajal debel, 90 metrov dolg Zid knjig, ki bi med zunanjostjo iz vzorčastega črnega jekla in stekleno notranjo stranjo shranil milijon knjig. Zid knjig, ki je vseboval dela, ki bi jih znanstveniki lahko pregledali, naj bi simboliziral skrb Schröderjeve vlade, da spomenik ne bi bil le usmerjen v preteklost in simboličen, temveč tudi izobraževalen in koristen. Dosežen je bil tudi dogovor, da bo spomenik upravljal Judovski muzej.
Dne 25. junija 1999 se je velika večina Bundestaga – 314 proti 209 s 14 vzdržanimi glasovi – odločila za Eisenmanov načrt, ki je bil na koncu spremenjen z dodajanjem muzeja ali mesta informacij, ki ga je zasnovala oblikovalka razstav iz Berlina Dagmar von Wilcken. Čez cesto od severne meje spomenika je novo veleposlaništvo Združenih držav v Berlinu, ki je bilo odprto 4. julija 2008. Nekaj časa so težave zaradi zastoja pri gradnji veleposlaništva ZDA vplivale na spomenik. Konec leta 1999 se je tudi izkazalo, da je majhen kotiček lokacije še vedno v lasti občinskega stanovanjskega podjetja in da je bilo treba status tega kosa zemljišča rešiti, preden je bilo mogoče doseči kakršen koli napredek pri gradnji
Julija 2001 se je v časopisnih oglasih in na oglasnih panojih pojavil provokativen slogan Holokavst se nikoli ni zgodil, ki je zahteval donacije v višini 2 milijonov dolarjev za spomenik. Pod sloganom in sliko mirnega gorskega jezera in zasnežene gore je manjši moški rekel: »Še vedno je veliko ljudi, ki to trdijo. Čez 20 let bi jih lahko bilo še več.«

## Gradnja
27. januarja 2000 je potekala proslava ob simboličnem začetku gradnje na spominskem območju. Prve provizorične stele so bile postavljene maja 2001. Mednarodni simpozij o spomeniku in informacijskem centru je fundacija organizirala novembra 2001 skupaj z zgodovinarji, muzejskimi strokovnjaki, umetnostnimi zgodovinarji in strokovnjaki za arhitekturno teorijo. Spomladi 2003 so se začela dela za izgradnjo spomenika. Hkrati so ob ograji gradbišča postavili informacijsko točko. 15. decembra 2004 je bila javna slovesnost ob postavitvi zadnje od 2711 stel. Uradna slovesnost ob odprtju obeležja je bila 10. maja, Spominsko obeležje in informacijski center pa so za javnost odprli 12. maja 2005. Do konca leta 2005 je informacijski center obiskalo okoli 350.000 ljudi.
14. oktobra 2003 je švicarski časnik Tages-Anzeiger objavil članke, v katerih je bilo zapisano, da je pri gradnji spomenika sodelovalo podjetje Degussa, ki proizvaja sredstvo proti grafitom Protectosil, s katerim so prekrili stele; podjetje je bilo na različne načine vpleteno v nacistično preganjanje Judov. Hčerinsko podjetje Degussa, Degesch, je celo proizvedlo plin ciklon B, ki se uporablja za zastrupljanje ljudi v plinskih komorah. Ti članki sprva niso bili deležni večje pozornosti, dokler upravnik gradnje ni razpravljal o tej situaciji 23. oktobra in po burnih in polemičnih razpravah sklenil, da se gradnja takoj ustavi do odločitve. Predvsem so bili predstavniki judovske skupnosti tisti, ki so pozvali k prenehanju vpletenosti Degussa, medtem ko politiki v upravnem odboru, vključno z Wolfgangom Thiersejem, niso želeli ustaviti gradnje in povzročiti nadaljnjih stroškov. Rekli so tudi, da bi bilo nemogoče izključiti vsa nemška podjetja, vpletena v nacistične zločine, ker – kot je rekel Thierse – »preteklost vdira v našo družbo«. Lea Rosh, ki je prav tako zagovarjala izključitev Degussa, je odgovorila, da je »Zyklon B očitno meja«.
V razpravah, ki so sledile, se je pokazalo več dejstev. Prvič, izkazalo se je, da ni bilo naključje, da je bila vpletenost Degussa objavljena v Švici, ker je bilo tam drugo podjetje, ki se je potegovalo za proizvodnjo snovi proti grafitom. Poleg tega sta fundacija, ki upravlja gradnjo, in Lea Rosh vedela za vpletenost Degussa že vsaj eno leto, vendar nista storila ničesar, da bi to preprečila. Roshova je nato trdila, da ni vedela za povezave med Degussa in Degeschom. Izkazalo se je tudi, da je drugo hčerinsko podjetje Degussa, Woermann Bauchemie GmbH, že vlilo temelje za stele. Težava pri izključitvi Degussa iz projekta je bila v tem, da je bilo veliko stel že prekritih z Degussaovim izdelkom. Te bi morali uničiti, če bi namesto njih uporabili drugo podjetje. Posledični stroški bi znašali približno 2,34 milijona evrov. Med razpravami o tem, kaj storiti, ki so trajale do 13. novembra, se je večina judovskih organizacij, vključno z Centralnim svetom Judov v Nemčiji, izrekla proti sodelovanju z Degussa, arhitekt Peter Eisenman pa ga je na primer podprl.
13. novembra je bila sprejeta odločitev o nadaljevanju sodelovanja s podjetjem, ki je bila nato močno kritizirana. Nemško-judovski novinar, avtor in televizijska osebnost Henryk M. Broder je dejal, da »Judje ne potrebujejo tega spomenika in niso pripravljeni prašičjega hleva razglasiti za košer.«

### Zaključek in otvoritev
15. decembra 2004 je bil spomenik dokončan. Posvečen je bila 10. maja 2005 kot del praznovanja 60. obletnice dneva V-E in dva dni pozneje odprt za javnost. Prvotno naj bi bil končana do 27. januarja 2004, 59. obletnice osvoboditve Auschwitza.
Otvoritvena slovesnost, ki so se je udeležili vsi visoki člani nemške vlade, vključno s kanclerjem Gerhardom Schröderjem, je potekala v velikem belem šotoru, postavljenem na robu samega spominskega polja, le nekaj metrov od mesta, kjer je bil Hitlerjev podzemni bunker. Preživela holokavst Sabina Wolanski je bila izbrana, da spregovori v imenu šestih milijonov mrtvih. V svojem govoru je opozorila, da čeprav ji je holokavst vzel vse, kar je cenila, jo je tudi naučil, da sta sovraštvo in diskriminacija obsojena na propad. Poudarja tudi, da otroci povzročiteljev holokavsta niso odgovorni za dejanja svojih staršev. Mešanico hebrejskih in jidiških pesmi, ki je sledila govorom, je zapel Joseph Malovany, kantor sinagoge Pete avenije v New Yorku, ob spremljavi zbora sinagoge Bela štorklja v Wrocławu na Poljskem in nemško-poljske filharmonije Spodnje Šlezije Mladinski orkester.
V prvem letu po odprtju maja 2005 je spomenik pritegnil več kot 3,5 milijona obiskovalcev. Ocenjuje se, da je Informacijski center od odprtja maja 2005 do decembra 2015 obiskalo okoli 5 milijonov obiskovalcev. V zadnjih 10 letih (2006–2015) ga je obiskalo povprečno 460.000 ljudi ali več kot 1000 na dan. Fundacija, ki upravlja spomenik, je to ocenila kot uspeh; njen vodja, Uwe Neumärker, je obeležje imenoval 'turistični magnet'.

### Konstrukcijske napake
Tri leta po uradnem odprtju spomenika je začela pokati polovica zidakov iz kompaktnega betona. Medtem ko nekateri to pomanjkljivost razlagajo kot namerno simbolizacijo nesmrtnosti in trajnosti judovske skupnosti, fundacija spomenikov to zanika. Nekateri pomanjkanje posameznih imen na spomeniku analizirajo kot ilustracijo nepredstavljivega števila pomorjenih Judov v holokavstu. Na ta način spomenik ponazarja, da je bilo število Judov, pomorjenih v holokavstu, tako gromozansko, da si ga ni mogoče fizično predstavljati.
Začetni pomisleki glede gradnje spomenika so bili osredotočeni na možne učinke vremenskih vplivov, bledenja in grafitov. Že leta 2007 naj bi spomenik nujno potreboval popravilo, potem ko so na približno 400 njegovih betonskih ploščah odkrili lasne razpoke. Namige, da je bil uporabljeni material povprečen, je Peter Eisenman večkrat zavrnil. Leta 2012 so nemške oblasti začele ojačevati na stotine betonskih blokov z jeklenimi obrobami, skritimi v stelah, potem ko je študija pokazala, da obstaja tveganje, da se zrušijo pod lastno maso.